# Hyalenna
Genre

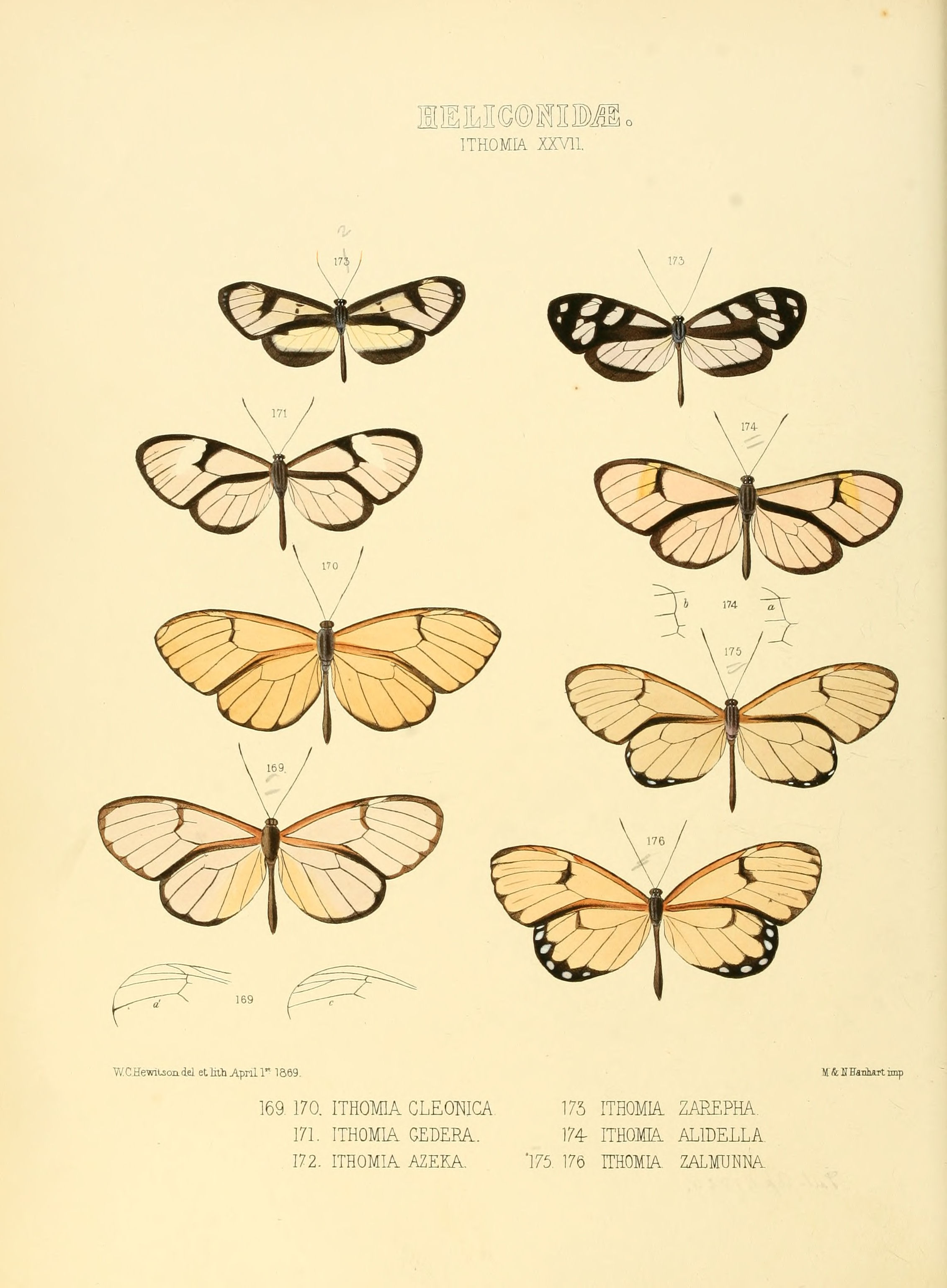

Hyalenna est un genre de papillons de la famille des Nymphalidae et de la sous-famille des Danainae.

## Historique et  dénomination
Le genre Hyalenna a été créé par William  Forbes (d) en 1942.

## Liste d'espèces
Selon BioLib (11 février 2021) :
- Hyalenna alidella (Hewitson, 1869)
- Hyalenna buckleyi Lamas & Willmott, 2005
- Hyalenna paradoxa (Staudinger, [1884])
- Hyalenna pascua (Schaus, 1902)
- Hyalenna perasippe (Hewitson, 1877)
- Hyalenna sulmona (Hewitson, 1877)[1].